# Kōon-ji (Saijō)

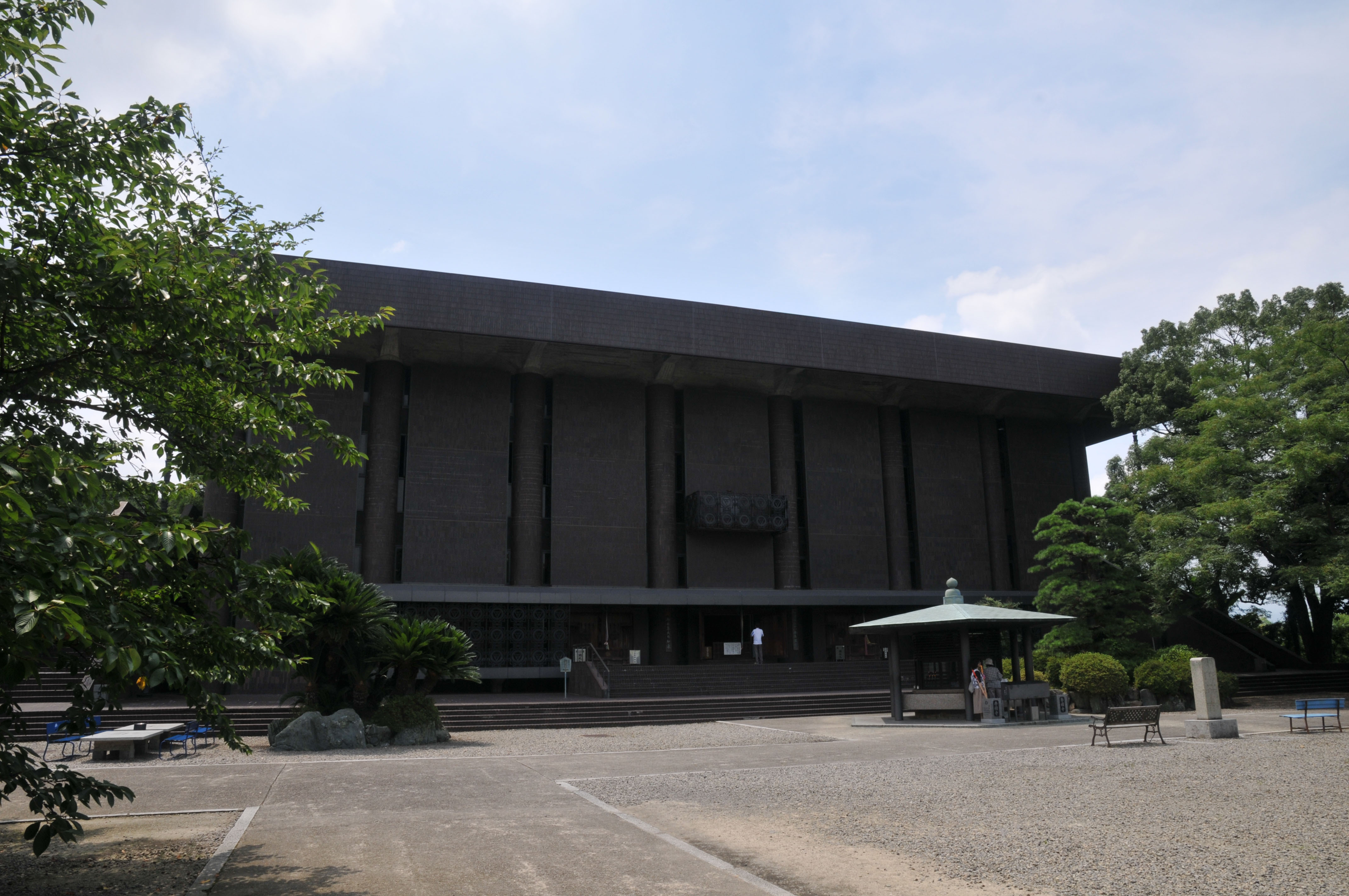
Große heilige Halle

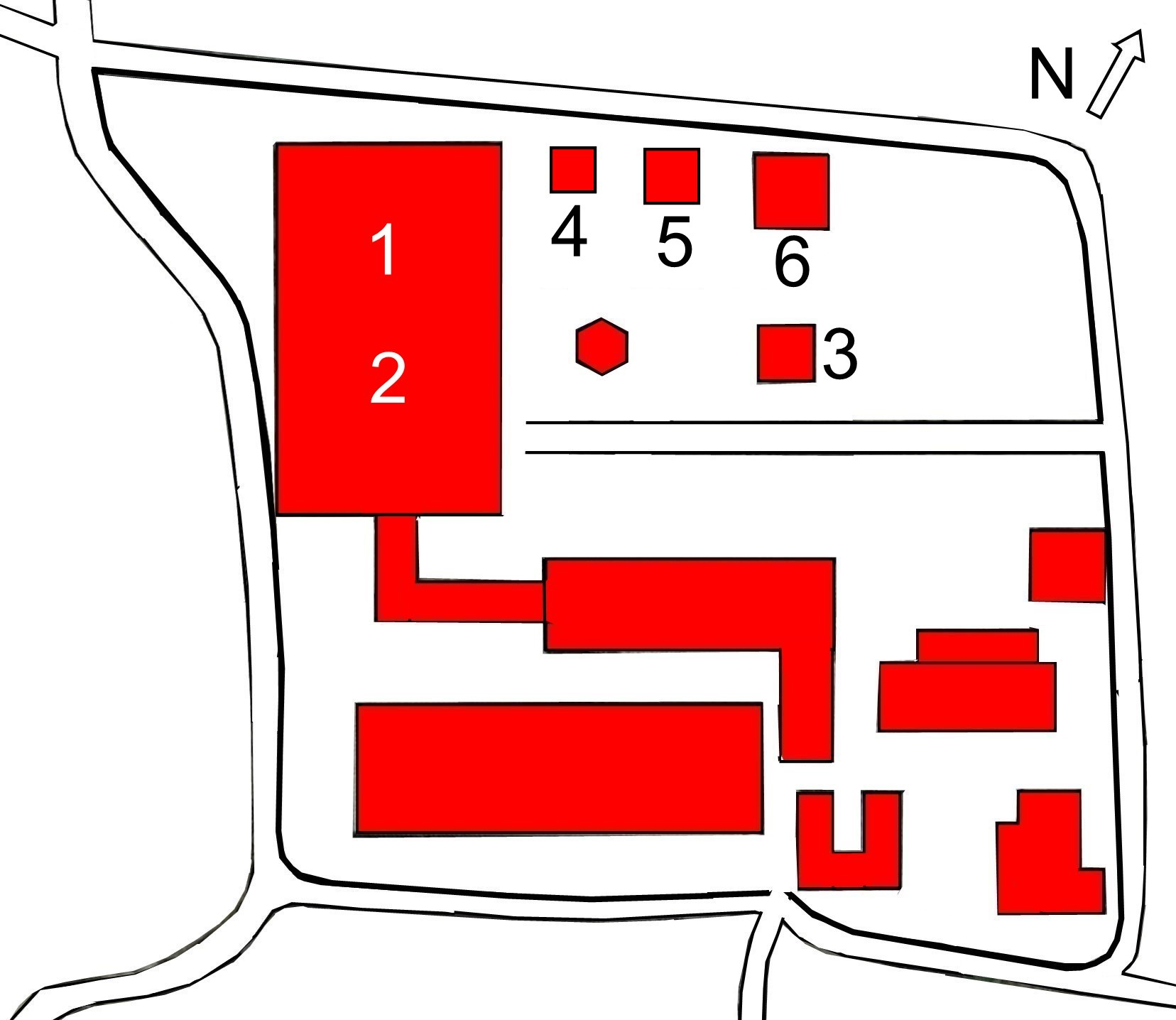
Plan des Tempels (s. Text)

Der Kōon-ji (japanisch 香園寺) mit den Go Sendansan (栴檀山) und Kyōōin (教王院) ist ein Tempel der Shingon-Richtung des Buddhismus in der Stadt Saijō (Präfektur Ehime). In der traditionellen Zählung ist er der 61. Tempel des Shikoku-Pilgerwegs.

## Geschichte
Der Kōon-ji soll von Prinz Shōtoku gegründet worden, also spätestens Anfang des 7. Jahrhunderts. Damit ist er auf Shikoku einer der ältesten Tempel. Der Überlieferung nach soll Shōtoku, Sohn des Kaisers Yōmei, diesen Tempel errichtet haben, um  den Vater von einer Erkrankung zu befreien. Bei der Tempelgründung  soll Shōtoku ein alter Herr im goldenen Gewand erschienen sein, worauf Dainichi Nyorai (大日 如来) zur Hauptkultfigur bestimmt wurde.
Als im 9. Jahrhundert Priester Kūkai den Tempel besuchte, traf er vor dem Tempel auf eine Frau, die sich mit der Niederkunft abmühte. Kūkai nahm einen Zweig vom duftenden Zedrachbaum und betete damit wedelnd für sie, woraufhin es zu einer glücklichen Geburt kam. Der Tempel gedieh als Wallfahrtsort für werdende Mütter, wurde aber mit all seinen Gebäuden und den sechs Klausen während der kriegerischen Auseinandersetzungen gegen Ende des 16. Jahrhunderts zerstört.
Erst 1903, also in späten Meiji-, begann Priester Zuien (瑞円) mit dem Wiederaufbau der Tempelanlage, der in der Taishō-Zeit fortgesetzt wurde. 1914 wurde die erste Haupthalle errichtet, seit 1918 setzt man sich in Vorträgen für Aufklärung hinsichtlich einer leichten Geburt (子安講; Koyasu-kō) ein, nicht nur in Japan, sondern auch in Südostasien und Amerika.

## Anlage
Der Tempel besitzt heute ein ganz modernes Hauptgebäude, das die herkömmliche Haupthalle (本堂, Hondō; 1) mit der Halle zum Gedenken an den Tempelgründer, die Daishidō (大師度; 2), unter einem Dach vereint. Sie wurde 1951 als „Große heilige Halle“ (大聖堂, Daiseidō) aus Stahlbeton mit einer Höhe von 16 m errichtet. Das Erdgeschoss wird von der „Großen Unterrichtshalle“ (大講堂, Daikōdō) eingenommen, den ersten Stock teilen sich die Haupthalle, die mehr als 620 Stühle besitzt, und die Daishido.
Weitere Bauten sind der Glockenturm (鐘楼, Shōrō; 3), der Pavillon für Prinz Shōtoku (聖徳殿; 4), der Pavillon für den heiligen Helfer bei der Geburt (子安大師堂, Koyasudaishidō; 5) und die Honjidō (本地堂; 6).

## Bilder

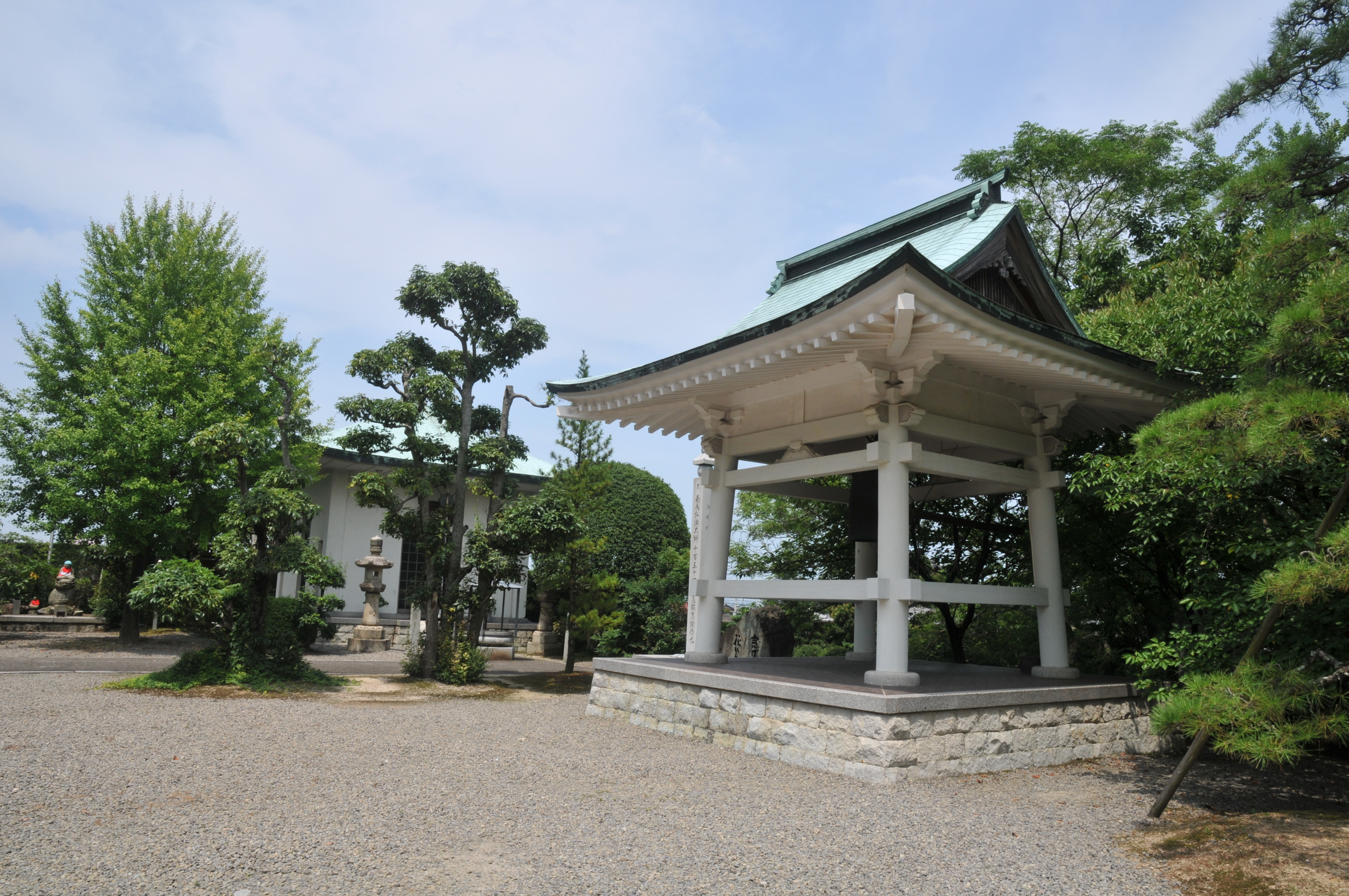
Glockenturm
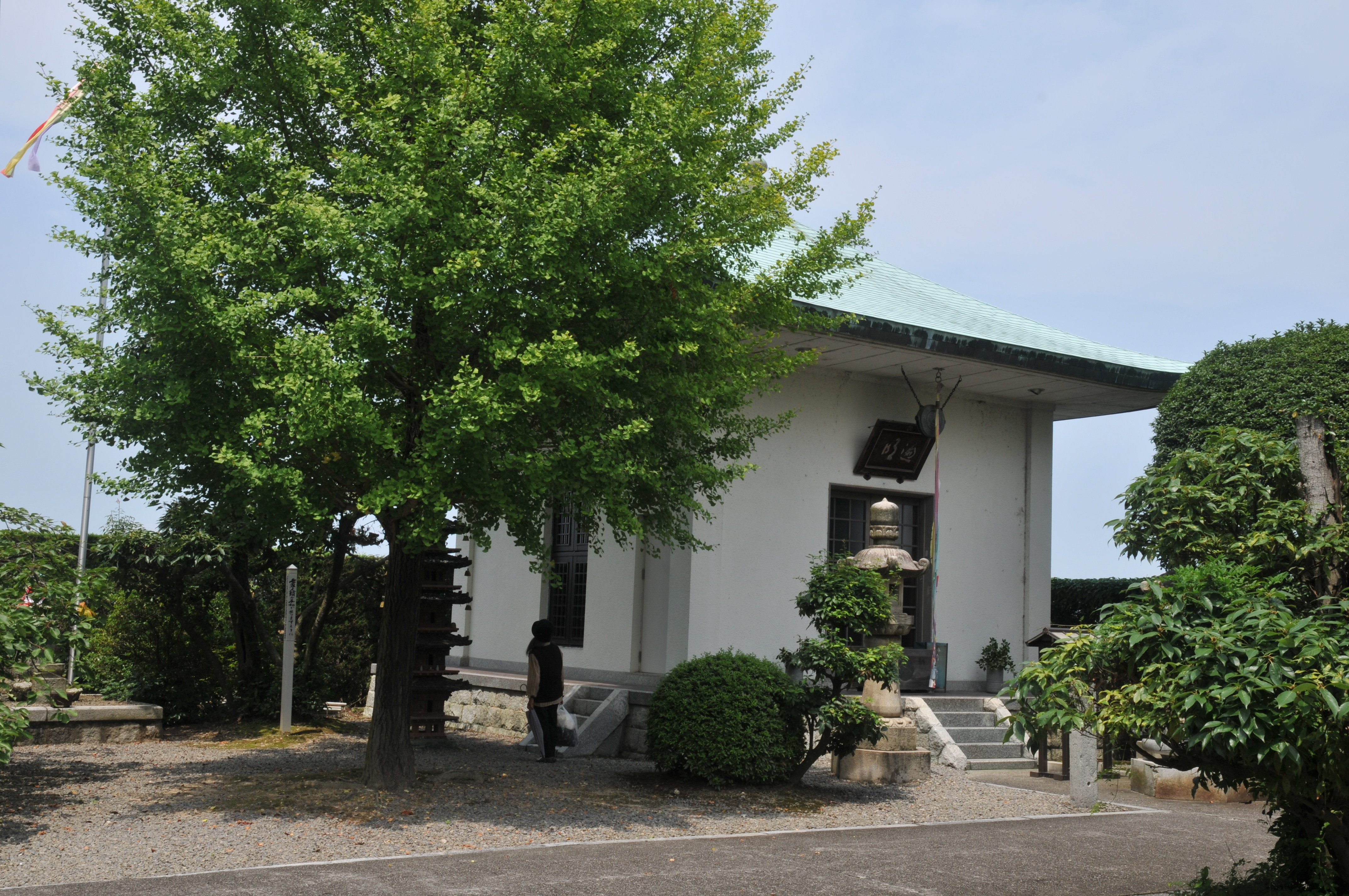
Shotoku-Pavillon
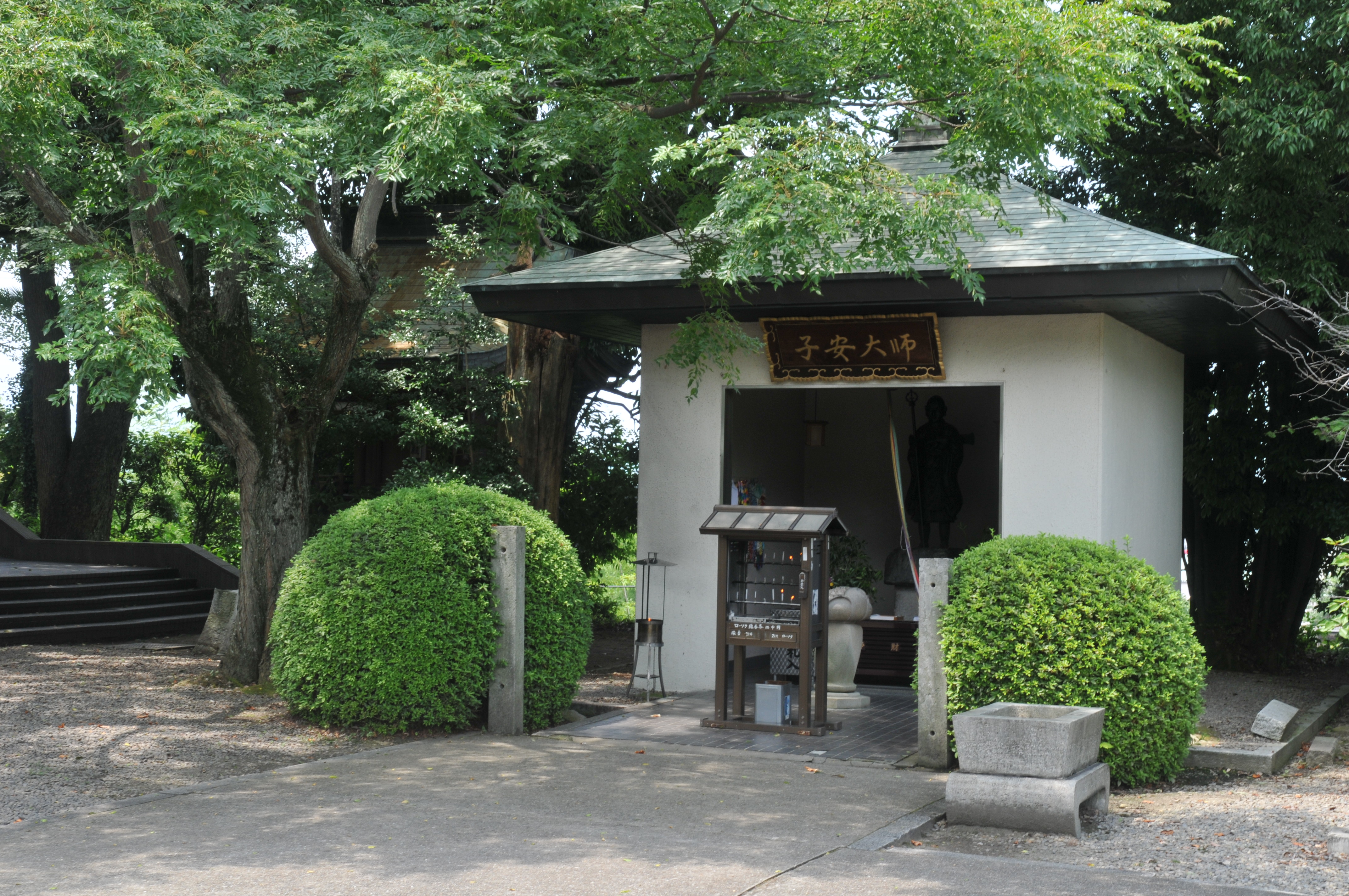
Pavillon für den Geburtshelfer
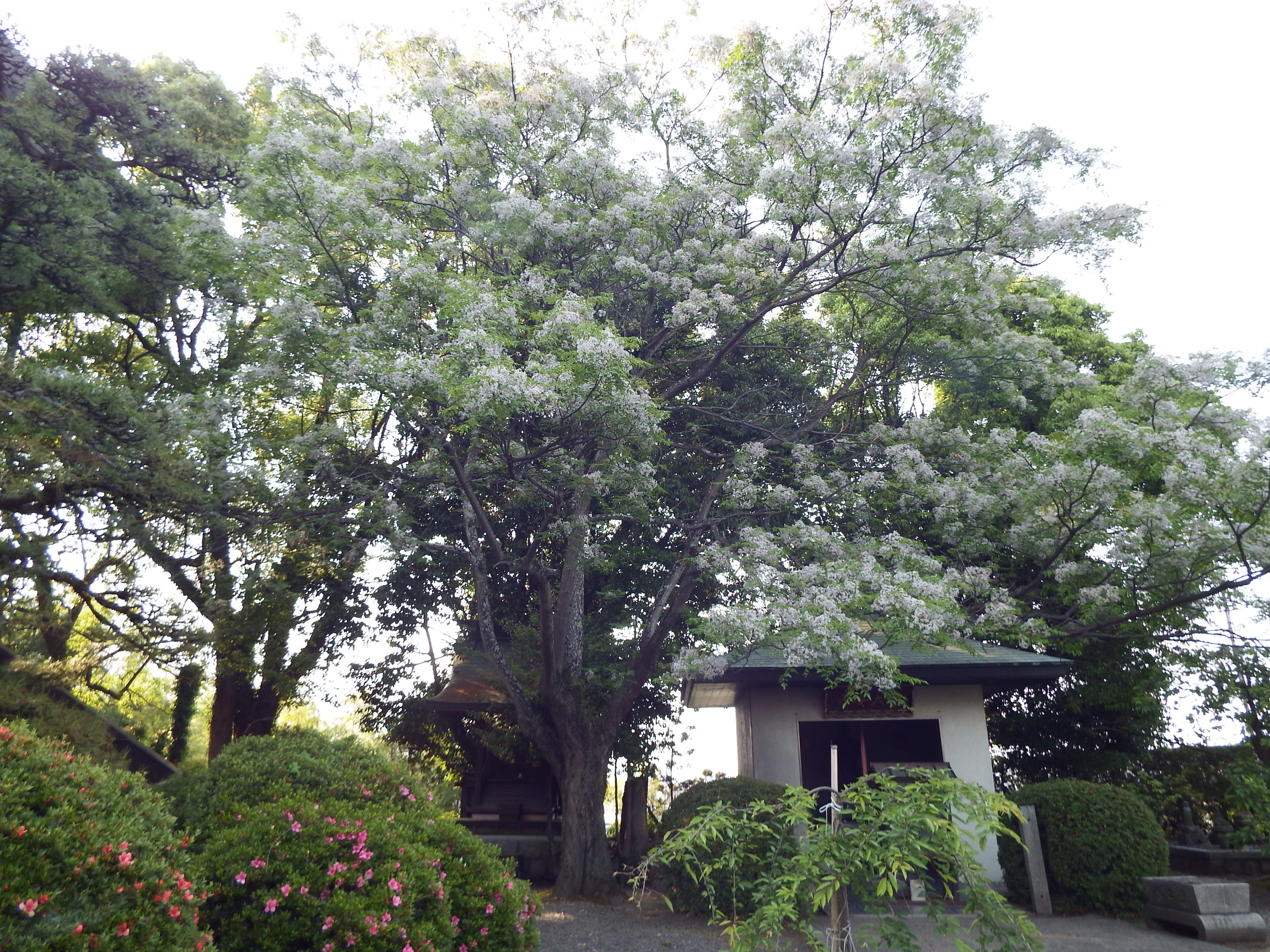
Blühender Zedrachbaum